# نجم‌آبی سبلانی
نجم‌آبی سبلانی (نام علمی: Scilla mischtschenkoana) نام یک گونه از سرده نجم‌آبی است.